# إيمانويلا زاردو
إيمانويلا زاردو مواليد 24 أبريل 1970، هي لاعبة كرة مضرب سويسرية سابقة بدأت مسيرتها كمحترفة سنة 1986 وكانت تلعب باليد اليسرى، اعتزلت اللعب في 1998. أعلى تصنيف لها في الفردي كان المركز الـ 27 في سنة 1991. أعلى تصنيف لها في الزوجي كان المركز الـ 159 في سنة 1994. سبق أن شاركت في دورة الألعاب الأولمبية الصيفية.

## النهائيات

### الفردي: 3 (1–2)
| الحصيلة | الرقم | التاريخ        | البطولة          | الأرضية | المنافس في النهائي  | النتيجة في النهائي |
| ------- | ----- | -------------- | ---------------- | ------- | ------------------- | ------------------ |
| الفوز   | 1.    | 29 أبريل 1991  | تارانتو، إيطاليا | ترابية  | بترا ريتر           | 7–5, 6–2           |
| الوصافة | 2.    | 27 أبريل 1992  | تارانتو، إيطاليا | ترابية  | جولي هالارد ديكوجيس | 0–6, 5–7           |
| الوصافة | 3.    | 14 سبتمبر 1992 | باريس، فرنسا     | ترابية  | ساندرا سيتشيني      | 2–6, 1–6           |

## روابط خارجية
- إيمانويلا زاردو على موقع رابطة محترفات التنس (الإنجليزية)
- إيمانويلا زاردو على موقع الاتحاد الدولي لكرة المضرب (الإنجليزية)
- إيمانويلا زاردو على موقع كأس بيلي جين كينغ (الإنجليزية)
- إيمانويلا زاردو على موقع خلاصة التنس.كوم (الإنجليزية)
- إيمانويلا زاردو على موقع اللجنة الأولمبية الدولية (الإنجليزية)
- إيمانويلا زاردو على موقع أوليمبيديا (الإنجليزية)